# Цирденій-Міч
Цирденій-Міч (рум. Țârdenii Mici) — село у повіті Нямц в Румунії. Входить до складу комуни Киндешть.
Село розташоване на відстані 253 км на північ від Бухареста, 31 км на південний схід від П'ятра-Нямца, 92 км на південний захід від Ясс, 137 км на північний схід від Брашова.

## Населення
За даними перепису населення 2002 року у селі проживали 155 осіб, усі — румуни. Усі жителі села рідною мовою назвали румунську.